# Carla Gugino

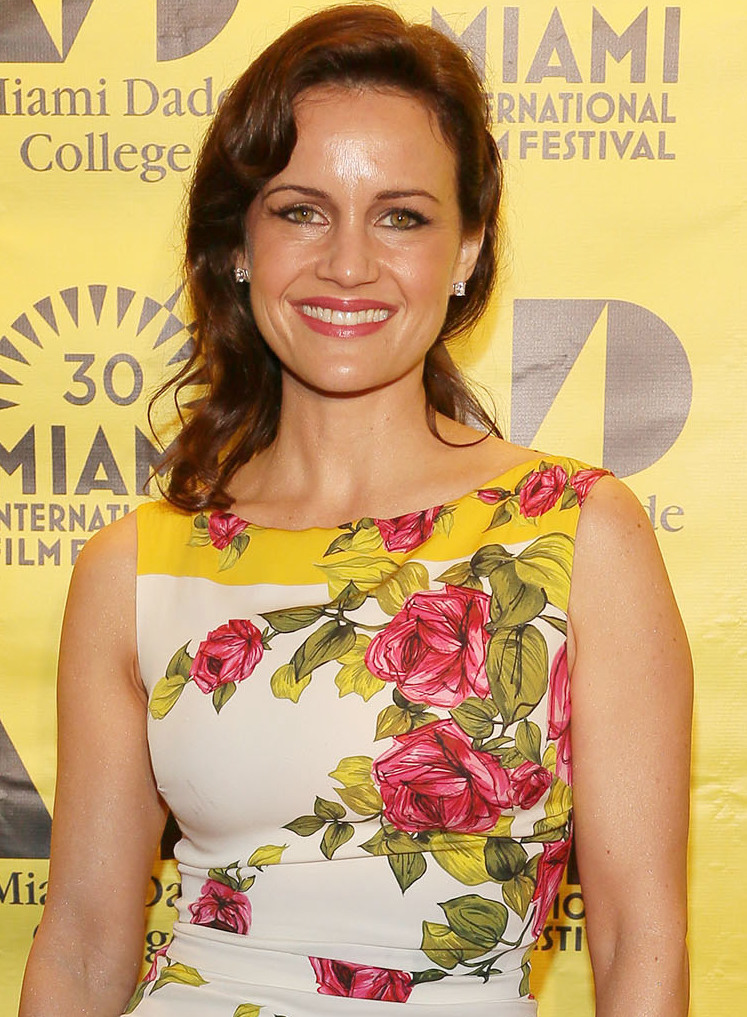
Carla Gugino (2013)

Carla Gugino (ur. 29 sierpnia 1971 w Sarasocie w stanie Floryda) – amerykańska aktorka.

## Filmografia
- 1993: Chłopięcy świat jako Norma
- 1996: Wewnętrzna wojna jako Melissa
- 1998: Oczy węża
- 2001: Syrena jako Lily
- 2001: Mali agenci jako Ingrid Cortez
- 2002: Mali agenci 2: Wyspa marzeń jako Ingrid Cortez
- 2003: Mali agenci 3D: Trójwymiarowy odjazd jako Ingrid Cortez
- 2005: Sin City: Miasto grzechu jako Lucille
- 2006: Noc w muzeum jako Rebecca Hutman
- 2007: Amerykański gangster jako Laurie Roberts
- 2008: Zawodowcy jako Karen Kleisner
- 2009: Góra czarownic jako Alex Friedman
- 2009: Nienarodzony jako Janet Beldon
- 2009: Watchmen: Strażnicy jako Sally Jupiter
- 2010: W pogoni za zemstą  jako Cicero
- 2011: Californication jako Abby
- 2011: Sucker Punch jako Vera Gorski
- 2014: Match jako Lisa Davis
- 2015: San Andreas jako Emma
- 2016: Wolves jako Jenny Keller
- 2017: Między nami kosmos jako Kendra Wyndham
- 2017: Gra Geralda jako Jessie Burlingame
- 2018: Fatum Elizabeth jako Claire
- 2021: Zabójczy koktajl jako Madeleine

W 1994 roku wystąpiła w teledysku do piosenki „Always” zespołu Bon Jovi.